# N.Y.P.D.
N.Y.P.D. è una serie televisiva statunitense andata in onda per due stagioni, tra il 1967 ed il 1969.

## Episodi
| Stagione         | Episodi | Prima TV USA | Prima TV Italia |
| ---------------- | ------- | ------------ | --------------- |
| Prima stagione   | 26      | 1967-1968    |                 |
| Seconda stagione | 23      | 1968-1969    |                 |